# Sielsowiet koroczański
Sielsowiet koroczański (ros. Корочанский сельсовет) – jednostka administracyjna wchodząca w skład rejonu biełowskiego w оbwodzie kurskim w Rosji.
Centrum administracyjnym sielsowietu jest dieriewnia Koroczka.

## Geografia
Powierzchnia sielsowietu wynosi 64,00 km².

## Historia
Status i granice sielsowietu zostały określone 21 października 2004 roku.

## Demografia
W 2017 roku sielsowiet zamieszkiwało 787 mieszkańców.

## Miejscowości
W skład sielsowietu wchodzą miejscowości: Koroczka, Dołgij Kołodieź, Słobodka Koroczka.